# Errinopsis reticulum
Errinopsis reticulum is een hydroïdpoliep uit de familie Stylasteridae. De poliep komt uit het geslacht Errinopsis. Errinopsis reticulum werd in 1951 voor het eerst wetenschappelijk beschreven door Broch. 